# Francesco Gabrieli

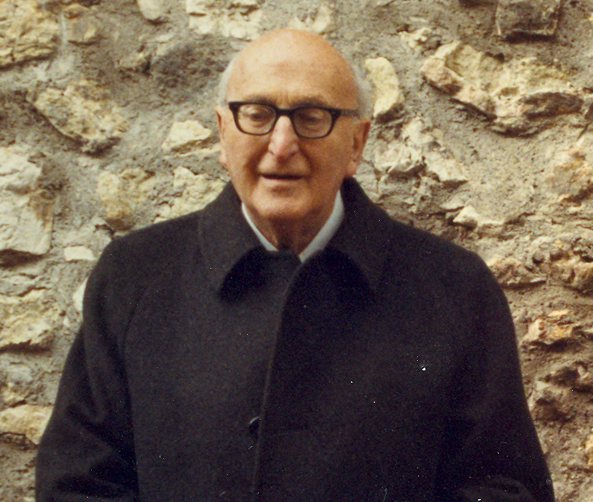
Francesco Gabrieli

Francesco Gabrieli (* 27. April 1904 in Rom, Italien; † 13. Dezember 1996 ebenda) war ein italienischer Arabist und Orientalist.

## Leben
Francesco Gabrieli wurde im obersten Geschoss des römischen Palazzo Corsini, dem Sitz der Accademia Nazionale dei Lincei, in der Dienstwohnung seines Vaters geboren, der an der Accademia Bibliothekar war. Bei seinem Vater lernte er die arabische Sprache und ging dann an die Universität La Sapienza in Rom, wo er bei dem Orientalisten Carlo Alfonso Nallino studierte. Gleichzeitig erlernte er sowohl die persische als auch die türkische Sprache, daneben sprach er auch perfekt Französisch, Deutsch, Englisch und Russisch.
Nachdem Gabrieli sich zuerst dem Mittelalter als Studiengebiet zugewandt hatte, befasste er sich mit den Dichtern der frühislamischen Zeit. Weitere Arbeiten galten zum Beispiel dem Heerführer Maslama Ibn ʾAbd al-Malik unter dem Umayyadenherrscher Hisham Ibn ʾAbd al-Malik oder den beiden Brüdern, den Abbassidenkalifen al-Amin und al-Ma'mūn. Seine Übersetzungen der arabischen Quellen aus der Zeit der Kreuzzüge eröffneten der Geschichtswissenschaft neue Erkenntnisse über diese Zeit.
Gabrieli war Professor an der Universität Palermo, an der Universität Neapel L’Orientale und danach bis zu seiner Pensionierung an der Universität La Sapienza in Rom. Er arbeitete an der Enciclopedia Italiana, kurz Treccani bezeichnet, mit und war verantwortlich für die zweite Ausgabe der The Encyclopaedia of Islam. New Edition, welche in Leiden und Paris verlegt wurde. Gabrieli war auch Mitglied und zeitweise Präsident der Accademia Nazionale dei Lincei.

## Preise und Auszeichnungen
- 1955: Antonio-Feltrinelli-Preis
- 1983: Balzan-Preis

## Veröffentlichungen
Arabische Geschichte und Literatur
- Al-Maʾmūn e gli Alidi. E. Pfeiffer, Leipzig 1929.
- Viaggi di Sindibad, Sansoni, Florenz 1943.
- (Hrsg., Übers.): Alfarabius, compendium legum Platonis. 1952 (Band 3 von Plato Arabus, hrsg. Richard Walzer).
- Dal mondo dell’Islam, 1954
- Storici arabi delle Crociate, 1957.
  - deutsch: Die Kreuzzüge aus arabischer Sicht. Aus arabischen Quellen ausgewählt und übersetzt von Francesco Gabrieli. ins Deutsche übersetzt von Barbara von Kaltenborn-Stachau und Lutz Richter-Bernburg. Bechtermünz, Augsburg 2006, ISBN 3-8289-0371-1 (1. Aufl. 1973).
- Gli Arabi. Sansoni, Florenz 1958.
  - Geschichte der Araber. Kohlhammer, Stuttgart 1963, DNB 451417089.
- Il risorgimento arabo, 1958.
  - deutsch: Die arabische Revolution. DuMont Schauberg, Köln 1961, DNB 451417097.
- Saggi orientali. 1960.
- Mohammad e le grandi conquiste arabiche, Il Saggiatore, Mailand 1967.
  - Mohammed und die arabische Welt, Kindler, München 1968.
- Tra Mimnermo e Solone. Pagine stravaganti di un arabista. 1968.
- Arabeschi e studi islamici. Guida, Napoli 1973.
- Maometto in Europa
  - als Herausgeber: Mohammed in Europa: 1300 Jahre Geschichte, Kunst, Kultur. List, München 1983, ISBN 3-471-77633-8 (Beiträge von C. Lo Jacono, G. E. Carretto, A. Ventura).
- Cultura araba del Novecento. (Arabische Kultur des 10. Jahrhunderts), 1983.
- Francesco Gabrieli, Heiko Steuer u. a.: Carlomagno e Mahomette.
  - deutsch: Mohammed und Karl der Große. Belser Verlag, 1993, ISBN 3-7630-2097-7.

Reiseberichte und anderes
- Escursioni. 1958.
- Abozzi e profili. 1960.
- Uomini e paesaggi del Sud. R. Ricciardi, Mailand 1960.
- L’arabista petulante. R. Ricciardi, Mailand 1972.